# حمدي عبد الوهاب
حمدي السيد عبد الوهاب (مواليد 22 يناير 1993) هو مصارع مصارعة يونانية رومانية مصري ومُقاتل فنون قتالية مختلطة يُنافس حاليًا في فئة الوزن الثقيل في يو إف سي. نافس في حدث المصارعة اليونانية الرومانية للرجال بوزن 98 كجم في دورة الألعاب الأولمبية الصيفية 2016، حيث خرج من دور الستة عشر على يد ألين أليكسوك سيوراريو.

## البطولات والإنجازات

### المصارعة اليونانية الرومانية
- دورة الألعاب الأولمبية الصيفية للشباب
  -  دورة الألعاب الأولمبية للشباب 2010 – وصيف وزن 85 كجم
- التصفيات الأولمبية لأفريقيا وأوقيانوسيا
  -  تصفيات أولمبياد أفريقيا وأوقيانوسيا 2016 – بطل المصارعة اليونانية الرومانية وزن 98 كجم
- الألعاب الأولمبية الصيفية
  - دورة الألعاب الأولمبية 2016 – وزن 98 كجم المركز العاشر

## سجل فنون القتال المختلطة
| السجل المهني |       |         |
| 6 نزال       | 5 فوز | 0 خسارة |
| ضربة قاضية   | 5     | 0       |
| بدون قرار    | 1     | 1       |

| النتيجة | السجل   | الخصم           | الطريقة                          | الحدث                                    | التاريخ        | الجولة | الوقت | المكان                                    | الملاحظات |
| ------- | ------- | --------------- | -------------------------------- | ---------------------------------------- | -------------- | ------ | ----- | ----------------------------------------- | --- |
| ب.ف     | 5–0 (1) | دون تيل مايز    | بدون فائز (انقلبت)               | يو إف سي 277                             | 30 يوليو 2022  | 3      | 5:00  | دالاس، تكساس، الولايات المتحدة            | تم إلغاء القرار الأصلي الذي كان فوز بقرار القضاة بالانقسام لصالح عبد الوهاب؛ وتم إلغاؤه بعد ثبوت تعاطيه مادة الميثينولون. |
| فاز     | 5–0     | ماثيو ستريكلاند | ضربة قاضية (بلكمة)               | خورخي ماسفيدال آيكون إف سي 3             | 3 يونيو 2022   | 1      | 0:27  | ريتشموند، فيرجينيا، الولايات المتحدة      | |
| فاز     | 4–0     | تايلر لي        | ضربة فنية قاضية (باللكمات)       | جيمبريد إف سي: ليلة القتال من أجل الحرية | 19 مارس 2022   | 1      | 0:26  | ميامي، فلوريدا، الولايات المتحدة          | |
| فاز     | 3–0     | داستن كليمنتس   | ضربة فنية قاضية (إصابة في الساق) | خورخي ماسفيدال آيكون إف سي 1             | 21 يناير 2022  | 3      | 3:25  | ويست بالم بيتش، فلوريدا، الولايات المتحدة | |
| فاز     | 2–0     | كونور ماكينا    | ضربة فنية قاضية (باللكمات)       | جيمبريد بايرنكل إم إم إيه 3              | 17 ديسمبر 2021 | 1      | 0:33  | بيلوكسي، ميسيسيبي، الولايات المتحدة       | فنون القتال المختلطة عارية الأيادي.                                                                                       |
| فاز     | 1–0     | ماثيو ستريكلاند | ضربة فنية قاضية (باللكمات)       | جيمبريد بايرنكل إم إم إيه 2              | 1 أكتوبر 2021  | 1      | 0:15  | بيلوكسي، ميسيسيبي، الولايات المتحدة       | أول ظهور في الوزن الثقيل. فنون القتال المختلطة عارية الأيادي.                                                             |

## وصلات خارجية
- حمدي عبد الوهاب على موقع يو إف سي (الإنجليزية)
- حمدي عبد الوهاب على موقع قاعدة بيانات المصارعة الدولية (الإنجليزية)
- حمدي عبد الوهاب على موقع اللجنة الأولمبية الدولية (الإنجليزية)
- حمدي عبد الوهاب على موقع أوليمبيديا (الإنجليزية)